# Iliana Ivanova
Iliana Ivanova, nata Naidenova (in bulgaro Илиана Найденова Иванова?; Stara Zagora, 14 settembre 1975), è un'economista e politica bulgara, Commissario europeo per l'innovazione, la ricerca, la cultura, l'istruzione e la gioventù nella Commissione von der Leyen I dal 2023 al 2024 ed in precedenza membro della Corte dei conti europea tra il 2013 e il 2023.

## Biografia
Ivanova si è diplomata al liceo linguistico Romain Rolland nella sua città natale, dove ha studiato francese e inglese. Nel 1998 ha conseguito la laurea in Relazioni economiche internazionali presso l'Università di economia di Varna. Nel 2004 Ivanova ha difeso la sua tesi di master in Finanza internazionale presso la Thunderbird School of Global Management, in Arizona.
Ivanova ha lavorato come coordinatrice per le relazioni con le istituzioni finanziarie internazionali presso il Ministero dell'agricoltura, dell'alimentazione e delle foreste del suo paese.

## Carriera politica

### Membro del Parlamento europeo
Dal 2009 al 2012 Ivanova è stata deputata al Parlamento europeo in rappresentanza di GERB, il partito conservatore bulgaro. Durante tale periodo è stata vicepresidente della commissione per il controllo dei bilanci, vicepresidente della commissione speciale sulla crisi economica, finanziaria e sociale, membro della commissione per il mercato interno e la protezione dei consumatori e membro sostituto della Commissione per i problemi economici e monetari. Oltre ai suoi incarichi in commissione, è stata uno dei vicepresidenti della delegazione del parlamento in Cina.

### Membro della Corte dei conti europea
Dalla fine del 2012 Ivanova ha cessato tutte le sue attività e affiliazioni politiche. Dal 1º gennaio 2013 è divenuta membro della Corte dei conti europea. Ivanova è stata relatrice di 27 relazioni di audit, tra cui temi quali lo sviluppo regionale, la coesione, l'Iniziativa contro la disoccupazione giovanile e la Garanzia per i giovani, l'Agenda digitale europea e le innovazioni, le competenze digitali, l'istruzione, nonché gli strumenti per la risposta iniziale dell'UE alla crisi per la pandemia di COVID-19. È stata eletta Decano della Sezione II, responsabile del controllo delle politiche strutturali e dei trasporti, per tre mandati consecutivi. Da novembre 2022 ricopre la carica di presidente del comitato per il controllo della qualità dell'audit, con la responsabilità particolare di supervisionare il controllo di qualità di tutti i compiti RRF in tutta la Corte dei conti.

### Commissaria europea
Nel giugno 2023 il governo del primo ministro Nikolaj Denkov ha proposto Ivanova e Daniel Lorer come potenziali successori di Marija Gabriel come commissario europeo della Bulgaria, dimessasi il 15 maggio precedente. Il 28 giugno 2023 la presidente della Commissione europea Ursula von der Leyen ha annunciato di aver scelto di affidare il medesimo portafoglio della commissaria Gabriel (innovazione, ricerca, cultura, istruzione e gioventù) a Iliana Ivanova. L'audizione presso le competenti commissioni del Parlamento europeo è avvenuta il 5 settembre 2023 e la candidata è stata unanimemente ritenuta idonea per l'incarico assegnatole; di conseguenza il Parlamento europeo ha confermato la sua nomina il 12 settembre 2023 con il voto favorevole di 522 eurodeputati, 27 contrari e 51 astensioni. La commissaria ha assunto l'incarico una volta ottenuta l'approvazione del Consiglio il 19 settembre 2023.